# 57th & 9th
57th & 9th — двенадцатый студийный альбом британского рок-музыканта Стинга; его первый полностью рок-альбом с 2003 года. Выпущен 11 ноября 2016 года.

## История создания
О работе над новым материалом стало известно летом 2015 года, когда стали публиковаться отдельные фото Стинга в студии. Официально альбом был объявлен в июле 2016 года. В тизер-видео Стинг рассказал, что альбом имеет спонтанное настроение и повествует о таких темах, как путешествия и давление неизвестности. В плане звука альбом близок к рок-н-роллу.
Название альбом получил по пересечению двух улиц Нью-Йорка, по которым Стинг добирался до студии.
Стинг посвятил альбом беженцам с Ближнего Востока.

## Список композиций
| №   | Название                                | Автор(ы)                    | Длительность |
| --- | --------------------------------------- | --------------------------- | ------------ |
| 1.  | «I Can't Stop Thinking About You»       | Стинг                       | 3:30         |
| 2.  | «Fifty Thousand»                        | Стинг, Миллер, Уокмэн, Фриз | 4:17         |
| 3.  | «Down, Down, Down»                      | Стинг, Миллер, Колаюта      | 3:48         |
| 4.  | «One Fine Day»                          | Стинг, Миллер, Уокмэн, Фриз | 3:14         |
| 5.  | «Pretty Young Soldier»                  | Стинг, Миллер, Уокмэн, Фриз | 3:06         |
| 6.  | «Petrol Head»                           | Стинг, Миллер, Уокмэн, Фриз | 3:32         |
| 7.  | «Heading South on the Great North Road» | Стинг, Миллер, Уокмэн, Фриз | 3:18         |
| 8.  | «If You Can't Love Me»                  | Стинг, Миллер, Колаюта      | 4:34         |
| 9.  | «Inshallah»                             | Стинг                       | 4:56         |
| 10. | «The Empty Chair»                       | Стинг, Дж. Ральф            | 2:49         |

| №   | Название                                                                                   | Автор(ы) | Длительность |
| --- | ------------------------------------------------------------------------------------------ | -------- | ------------ |
| 11. | «I Can't Stop Thinking About You» (LA version)                                             | Стинг    | 3:38         |
| 12. | «Inshallah» (версия с берлинских сессий записи)                                            | Стинг    | 4:58         |
| 13. | «Next to You» (совместно с The Last Bandoleros) (живое выступление в Rockwood Music Hall)) | Стинг    | 2:54         |

## Участники записи
- Стинг — вокал, бас-гитара, гитара, фортепиано, перкуссия
- Доминик Миллер — электро- и акустическая гитары, 12-струнная гитара, шейкер
- Винни Колаюта — ударные
- Джош Фриз — ударные
- Лайл Уокмэн — гитара
- Мартин Кирзенбаум — орган, фортепиано, меллотрон, клавишные
- Роб Мэтс — орган, фортепиано
- Рани Крийя — перкуссия
- Зак Джонс — ударные
- Разан Нассреддин — бэк-вокал
- Хазем Нассреддин — турецкая цитра
- Марион Эначеску — скрипка
- Жан-Батист Муссари — гитара
- Салам Аль Хассан — перкуссия
- Ассад Аль Саед — перкуссия
- Табет Аззуви — уд
- Надим Саррух — уд
- Набил Аль Шами — кларнет
- Джерри Фуэнтес (The Last Bandoleros) — бэк-вокал, вокал, гитара в 13
- Диего Навайра (The Last Bandoleros) — бэк-вокал, вокал, бас-гитара в 13
- Дерек Джеймс (The Last Bandoleros) — бэк-вокал в 13